# اللدغة الحديدية
اللدغة الحديدية هي ذخيرة هاون موجهة مقاس 120 ملم طورتها شركة أنظمة ألبيط الإسرائيلية، وتستخدم حاليًا من قبل الجيش الإسرائيلي (IDF). تم تصميم اللدغة الحديدية للاستخدام مع قذائف الهاون "كيشيت" و"هانيت" المستخدمة في سلاح المشاة التابع للجيش الإسرائيلي. ويتميز بتوجيه مزدوج: بنظام الليزر ونظام تحديد المواقع العالمي (GPS) ، مما يسمح بتوجيه ضربات دقيقة، بما في ذلك في الضربات العسكرية في المناطق الحضرية، مما يقلل من مخاطر الأضرار الجانبية.  

## أنظر أيضاً
- هاون (سلاح)
- أنظمة إلبيت
- قوات الدفاع الإسرائيلية